# Humberto Cruz
Humberto Carlos Nelson Cruz Silva (ur. 8 grudnia 1939 w Santiago), chilijski piłkarz, obrońca. Brązowy medalista MŚ 62.
W reprezentacji Chile zagrał 36 razy. Debiutował w 1961, ostatni raz zagrał w 1970. Podczas MŚ 62 zagrał jedynie w meczu o brązowy medal, cztery lata później zagrał we wszystkich trzech spotkaniach Chile. W latach 1963–1971 był piłkarzem CSD Colo-Colo, w tym czasie zdobył dwa tytuły mistrza kraju.